# Arrest Van Duyn/Home Office
Het arrest Van Duyn/Home Office is een uitspraak van het Europees Hof van Justitie van 4 december 1974 (zaak 41/74), met betrekking tot het vrije verkeer van werknemers tussen lidstaten van de EEG (thans: Europese Unie).

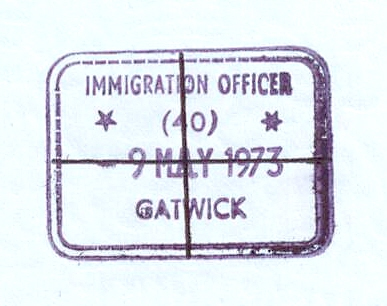
Stempel in Van Duyns paspoort na aankomst op Gatwick in 1973. Het kruis geeft aan dat de toegang is geweigerd.

## Casus
De Nederlandse Yvonne van Duyn was lid van de Scientology beweging en werkte in Amsterdam als secretaresse bij deze organisatie. Haar werd de toegang tot het Verenigd Koninkrijk geweigerd, toen zij voor dezelfde organisatie in Sussex als secretaresse zou gaan werken.

2. Mejuffrouw van Duyn is Nederlands onderdaan. Bij brief van 4 mei 1973 werd haar een betrekking als secretaresse bij de Church of Scientology aan het College te East Grinstead aangeboden. Voornemens die betrekking te aanvaarden, arriveerde zij op 9 mei 1973 op Luchthaven Londen Gatwick, waar haar na ondervraging door de immigratieambtenaar de toegang tot het Verenigd Koninkrijk werd geweigerd. Tijdens de ondervraging bleek dat zij gedurende zes maanden bij een scientologische instelling in Amsterdam had gewerkt, een cursus in de scientologie had gevolgd, praktizerend scientologe was en bij een scientologische instelling in het Verenigd Koninkrijk dacht te gaan werken.
De grond waarop Mejuffrouw van Duyn de toegang tot het Verenigd Koninkrijk werd geweigerd, is vermeld in het document "Refusal of Leave to Enter" dat haar door de immigratieambtenaar werd ter hand gesteld, en luidt: "Naar aanleiding van Uw verzoek om toelating tot het Verenigd Koninkrijk teneinde een functie te aanvaarden bij de Church of Scientology wordt U medegedeeld dat de Secretary of State het ongewenst acht die toestemming te verlenen aan iemand die voor deze organisatie werkt of daarbij in dienst is."
— arrest, punt 2

Ze is dezelfde dag teruggereisd.
Deze gang van zaken was in overeenstemming met toenmalig beleid van de Britse regering om buitenlanders die waren gelieerd aan de Scientologybeweging de toegang te weigeren, omdat de activiteiten van deze organisatie als een gevaar voor de maatschappij werden beschouwd.
Op 25 juli 1968 verklaarde de Minister van Volksgezondheid in het Lagerhuis dat de regering overtuigd is van de sociale schadelijkheid van scientology. In de verklaring werd onder meer gezegd:

"Scientologie is een pseudo-filosofische cultus (...) Na bestudering van alle beschikbare gegevens is de regering tot de overtuiging gekomen dat de scientologie sociaal schadelijk is. Zij vervreemdt gezinsleden van elkaar en schrijft haar tegenstanders kwaadwillige en schandelijke beweegredenen toe; haar autoritaire beginselen en praktijken vormen een potentiële bedreiging voor de persoonlijkheid en het welzijn van haar misleide volgelingen; met name haar methoden kunnen een ernstig gevaar opleveren voor de gezondheid van degenen, die zich eraan onderwerpen. Er zijn aanwijzingen dat nu ook kinderen worden geïndoctrineerd.
Volgens de bestaande wetgeving kan de beoefening der scientologie niet worden verboden, maar de regering heeft de scientologie zo verwerpelijk bevonden, dat al het mogelijke moet worden gedaan om de groei ervan te verhinderen (...) Buitenlanders komen hier de scientologie bestuderen en aan het zgn. College te East Grinstead werken. De regering kan dit volgens de bestaande wetgeving tegengaan (...) en heeft besloten dat te doen. De volgende maatregelen worden onmiddellijk van kracht (...). Voor arbeid bij een scientologische instelling (...) worden aan vreemdelingen geen arbeidsvergunningen afgegeven"
— NJ 1974, 204

Dit beleid werd gecontinueerd nadat het Verenigd Koninkrijk met ingang van 1973 was toegetreden tot het Verdrag van Rome. (Het beleid bleek in de praktijk niet effectief te handhaven; scientologen vanuit heel Europa bleven naar East Grinstead komen en studeerden of werkten er; het was vooral een propagandamaatregel. De ban leidde wel tot langdurig gelobby van Engelse scientologen in het Lagerhuis en tot toenemende druk op het Home Office vanwege de frictie ervan met de mensenrechten. Enkele vooraanstaande scientologen, waaronder een gravin en een Deens parlementslid, werden stilzwijgend toegelaten om een internationaal schandaal te voorkomen. Op 17 juli 1980 ontving klaagster, inmiddels getrouwd en met haar echtgenoot en 2 kinderen opnieuw naar East Grinstead afgereisd, haar 'Leave to enter the United Kingdom for nationals of EEC countries card', ten teken dat het beleid was losgelaten. Daarmee werd zij tevens de eerste officieel weer tot Engeland toegelaten scientoloog en werd zaak van Yvonne van Duyn afgesloten.)

## Procesverloop
Mevrouw Van Duyn (eiser) ondernam actie tegen de weigering van toegang, onder verwijzing naar het vrije verkeer van werknemers krachtens artikel 48 van het EEG-verdrag (Verdrag van Rome).

the plaintiff claims: a declaration that she is entitled:
(1) to accept the said offer of employment,
(2) to move freely within the territory of the United Kingdom for this purpose,
(3) to stay in the United Kingdom for the purpose of employment,
(4) to be given leave to enter the United Kingdom.

De Britse immigratiedienst (Home Office) bleef bij zijn beslissing om de toegang te weigeren.
Deze weigering was (dus) gebaseerd op het oordeel dat eiser door haar actieve deelname in de Scientology organisatie een gevaar zou vormen voor de maatschappelijke orde (in het Verenigd Koninkrijk).
Eiser deed een beroep op (rechtstreekse werking van) artikel 48, lid 3, EEG-verdrag en artikel 3, lid 1, in Richtlijn 64/221/EEG. Beide partijen meenden hun gelijk te kunnen baseren op het voorschrift dat in deze twee bepalingen is vervat.

dat [art. 48] lid 3 bij de omschrijving van de rechten die het beginsel van het vrije verkeer van werknemers meebrengt, een voorbehoud maakt inzake de beperkingen die om redenen van openbare orde, openbare veiligheid en volksgezondheid zijn gerechtvaardigd;

Artikel 3 in richtlijn 64/221 heeft betrekking op dit artikel 48. Het eerste lid luidt:

De maatregelen van openbare orde of openbare veiligheid moeten uitsluitend berusten op het persoonlijk gedrag van de betrokkene.

Derhalve mag een lidstaat een onderdaan van een andere lidstaat de toegang weigeren als maatregel van openbare orde,
indien deze beslissing uitsluitend berust op het persoonlijk gedrag van de betrokkene.
De twee betrokken advocaten stonden lijnrecht tegenover elkaar wat betreft de vraag of de weigering om klaagster toegang te verlenen
"uitsluitend berustte op het persoonlijk gedrag van de betrokkene" (eiser: neen! – Home Office: ja!):

8. The refusal to grant leave to the plaintiff to enter the United Kingdom was not based exclusively or at all on her personal conduct, but on a general government policy not to admit into the United Kingdom scientology workers and students who are foreign nationals.

7. If, which is denied, the said directive is directly applicable (...) the defendant will contend that the refusal to grant leave to the plaintiff to enter the United Kingdom was based on her personal conduct, within the meaning of article 3 of the said directive, in that
(a) she had worked in a Scientology establishment in Amsterdam for six months prior to May 9, 1973,
(b) prior to such work she had taken a course in the subject of scientology,
(c) she was at the date of such refusal a practising scientologist,
(d) she was intending at such date to work at a scientology establishment in the United Kingdom.

In dit geschil heeft het High Court zich tot het Hof van Justitie gericht met het verzoek om een prejudiciële beslissing.

## Richtlijn
Richtlijn 64/221/EEG van de Raad van 25 februari 1964 voor de coördinatie van de voor vreemdelingen geldende bijzondere maatregelen ten aanzien van verplaatsing en verblijf, die gerechtvaardigd zijn uit hoofde van de openbare orde, de openbare veiligheid en de volksgezondheid

artikel 2, lid 1

Deze richtlijn heeft betrekking op de voorschriften betreffende de toelating op het grondgebied, de afgifte of verlenging van de verblijfsvergunning en de verwijdering van het grondgebied, die door de Lid-Staten worden vastgesteld om redenen van openbare orde, openbare veiligheid of volksgezondheid.

artikel 3, lid 1

De maatregelen van openbare orde of openbare veiligheid moeten uitsluitend berusten op het persoonlijke gedrag van de betrokkene.

## Rechtsvragen
- Heeft artikel 48 EEG-verdrag rechtstreekse werking? (Ja.)
- Heeft artikel 3 lid 1 van richtlijn 64/221/EEG rechtstreekse werking? (Ja.)
- Is het weigeren van toegang in overeenstemming met deze bepalingen van gemeenschapsrecht?
- Ofwel: Is de weigering om eiser toegang te verlenen uitsluitend gebaseerd op haar persoonlijk gedrag in de zin van deze twee bepalingen?

## Uitspraak Hof

### directe werking van artikel 48 EEG-verdrag
Het hof stelt vast dat artikel 48 EEG-verdrag directe werking toekomt.

dat artikel 48, waarin het beginsel van het vrije verkeer van werknemers is neergelegd, voor particulieren rechten doet ontstaan, welke zij in rechte geldend kunnen maken en welke de nationale rechter dient te handhaven;
— arrest, punt 7

### directe werking van artikel 3 in richtlijn 64/221
Het Hof beredeneert dat directe werking van bepalingen in een Europese richtlijn in het algemeen niet is uit te sluiten.

dat het met de dwingende werking, die in artikel 189 EEG-verdrag aan de richtlijn wordt toegekend, onverenigbaar ware indien men in beginsel zou uitsluiten dat een daarbij opgelegde verplichting kan worden ingeroepen door personen op wie zij betrekking heeft; (...)

dat in ieder afzonderlijk geval moet worden onderzocht, of aard, opzet en bewoordingen van het betrokken voorschrift medebrengen dat het in de rechtsbetrekkingen tussen de Lid-Staten en particulieren tot directe gevolgen kan leiden;
— arrest, punt 12

Vervolgens stelt het Hof vast dat artikel 3, lid 1, van richtlijn 64/221 directe werking toekomt.

dat artikel 3, lid 1, richtlijn no. 64/221 van de Raad van 25 febr. 1964 voor particulieren rechten doet ontstaan, welke zij in een Lid-Staat in rechte geldend kunnen maken en welke de nationale rechter dient te handhaven.
— arrest, punt 15

### derde rechtsvraag: persoonlijk gedrag van de betrokkene
dat artikel 48 EEG-Verdrag en artikel 3, lid 1, richtlijn no. 64/221 aldus dienen te worden verstaan
dat een Lid-Staat, met een beroep op de beperkingen die door de openbare orde zijn gerechtvaardigd, als persoonlijk gedrag van de betrokkene in aanmerking mag nemen dat deze is aangesloten bij een groep of organisatie, wier activiteiten door de Lid-Staat als een gevaar voor de maatschappij worden beschouwd zonder evenwel te zijn verboden,

en zulks zelfs wanneer geen beperkingen worden opgelegd aan onderdanen van die Staat,
die bij diezelfde groepen of organisaties een soortgelijke dienstbetrekking wensen te aanvaarden als de onderdaan van een andere Lid-Staat;
— arrest, punt 24

## Conclusie
De beslissing om klaagster geen toegang te verlenen tot het Verenigd Koninkrijk, was niet in strijd met het gemeenschapsrecht.
Artikel 48, lid 3, EEG-verdrag bevat een uitzondering op het vrije verkeer van werknemers.
Een lidstaat mag een onderdaan van een andere lidstaat de toegang weigeren als maatregel van openbare orde,
indien deze beslissing uitsluitend berust op het persoonlijk gedrag van de betrokkene.
Dat zij actief participeerde in de Scientology beweging kon worden beschouwd als persoonlijk gedrag van klaagster.

## Betekenis
- Wat betreft de eerste rechtsvraag: In het arrest Reyners (eveneens 1974) was reeds beslist, dat artikel 55 (vrijheid van vestiging) rechtstreekse werking heeft. Nu is vastgesteld dat dit ook geldt voor artikel 48 (het vrije verkeer van werknemers).
- Het arrest is vooral belangrijk vanwege het antwoord op de tweede rechtsvraag. Het Hof heeft vastgesteld dat een bepaling in een richtlijn rechtstreekse werking kan hebben, en dat zulks in casu het geval is.

Deze uitspraak is bevestigd in de arresten Ratti (1979, strafzaak) en Becker (1982, belastingzaak).
Een volgende stap in de ontwikkeling is te vinden in de arresten Faccini Dori (1994) en Kolpinghuis (1987).